# Великая Хайча
Вели́кая Ха́йча (укр. Велика Хайча) — село на Украине, основано в 1500 году, находится в Овручском районе Житомирской области. Расположено на реке Хайчанка.
Код КОАТУУ — 1824281101. Население по переписи 2001 года составляет 964 человека. Почтовый индекс — 11150. Телефонный код — 4148. Занимает площадь 4,049 км².

## Адрес местного совета
11150, Житомирская область, Овручский р-н, с.Великая Хайча